# Luis Gerardo Méndez
Luis Gerardo Méndez (Aguascalientes, 12 de març de 1982) és un actor i productor mexicà. Després d’haver aparegut sobretot en petits papers a pel·lícules i a la televisió, Méndez va guanyar la fama amb el seu paper protagonista a la pel·lícula de comèdia de 2013 Nosotros los Nobles, que va ser durant uns mesos la pel·lícula més taquillera de Mèxic. L’any següent va interpretar un paper a la pel·lícula Cantinflas i, a partir del 2015, és coproductor (amb l’amic Gary Alazraki) i co-protagonista (amb Mariana Treviño) a Club de Cuervos, que és la primera producció original de Netflix en castellà.

## Vida personal
Méndez va ser preguntat sobre la seva sexualitat després d'una entrevista en què va utilitzar el gènere masculí per referir-se a les seves relacions passades. Al gener de 2016, tenia una relació amb Pablo Chemor.
Méndez té un gos anomenat Tuba, i tots dos van aparèixer en una campanya del PETA animant a la gent a tractar les seves mascotes com a membres de la família.

## Filmografia

### Televisió
| Televisió   | Televisió                   | Televisió                     | Televisió |
| Any         | Títol                       | Personatge                    | Notes |
| ----------- | --------------------------- | ----------------------------- | --- |
| 2018        | La Balada de Hugo Sánchez   | Salvador "Chava" Iglesias Jr. | Episodis: "Ponte bloqueador" "Los despreciables" |
| 2015 - 2019 | Club de Cuervos             | Salvador "Chava" Iglesias Jr. | Tots els Episodis |
| 2012        | La familia P. Luche         | Manuel y Fulgencio            | Episodis: "Valle del Nabo" y "El funeral del Merengues" |
| 2012        | La clínica                  | Miguel                        | |
| 2012        | ¿Quién dijo yo?             | Conductor                     | |
| 2009-2012   | XY. La revista              | Julián Reverte                | |
| 2011        | El encanto del águila       | José León Toral               | Episodi: "El último Caudillo" |
| 2010        | Capadocia                   | Luis                          | Episodis: "La sal de la tierra" "Expiación" |
| 2010        | Gritos de muerte y libertad | Juan Fernando Domínguez       | Episodis: "El estallido: 1810" Las conspiraciones de Josefa" |
| 2009        | Los simuladores             |                               | Episodis: "Workaholic" "El baquetón" "El vengador infantil" "Deja vú" |
| 2009        | Mujeres asesinas            | Luis                          | Episodi: "Cecilia, prohibida" |
| 2009        | Gregoria la cucaracha       |                               | |
| 2008        | Vecinos                     | Piloto                        | Episodis: "Extreme Makeover: Edición vecindad" "Superación personal" "La nueva hija de los Rivers" "Frankie Superestrella" "Despedida de soltera" "Vendedora de Tuppers" |
| 2007        | Lola, érase una vez         | Damián Ramos 'Bataca'         | |
| 2005        | Corazón partido             | Ignacio 'Nacho' Echarri       | |
| 2004        | Gitanas                     | Claudio                       | |
| 2003        | Ladrón de corazones         | Raúl                          | |

### Pel·lícules
| Cinema | Cinema                                          | Cinema               | Cinema                   |
| Any    | Títol                                           | Personatge           | Notes                    |
| ------ | ----------------------------------------------- | -------------------- | ------------------------ |
| 2019   | Els àngels de Charlie                           | El Santo             |                          |
| 2019   | Murder Mystery                                  | Juan Carlos          |                          |
| 2018   | Tiempo Compartido                               | Pedro                |                          |
| 2017   | Camino A Marte                                  | Mark                 | També productor associat |
| 2016   | Cigüeñas: La historia que no te contaron        |                      |                          |
| 2014   | Paraíso                                         |                      |                          |
| 2015   | The brothers Huffington-Fynne                   | 4 papers distints    |                          |
| 2015   | Elvira, te daría mi vida pero la estoy usando   | Ricardo / Adrián     |                          |
| 2015   | Home                                            |                      |                          |
| 2014   | Cantinflas                                      | Estanislao Shilinsky |                          |
| 2014   | I BrakeS for Gringos                            | Tourist Cop          |                          |
| 2014   | Cásese quien pueda                              | Gustavo Mendes       |                          |
| 2013   | Shakespeare tuvo una hermana                    | Marcos               | Curtmetratge             |
| 2013   | No sé si cortarme las venas o dejármelas largas | Lucas                | També productor associat |
| 2013   | Nosotros los Nobles                             | Javier "Javi" Noble  |                          |
| 2012   | Morelos (pel·lícula)                            | José María Liceaga   |                          |
| 2011   | Bacalar                                         | Luis                 |                          |
| 2011   | Viento en contra                                | Andrés               |                          |
| 2011   | La otra familia                                 | George               |                          |
| 2010   | 3 Shots                                         | Jaime                | Curtmetratge             |
| 2010   | Hidalgo: La historia jamás contada              | Rodríguez            |                          |
| 2010   | 180°                                            | Beto                 |                          |
| 2010   | Sucedió en un día                               | Guía novato          | Segment "Siete"          |
| 2009   | Sincronia                                       | Arturo               |                          |
| 2008   | Más allá de mí                                  | Rufino               |                          |
| 2007   | Tus amigos                                      |                      | Curtmetratge             |
| 2006   | Efectos secundarios                             | Ignacio jove         |                          |
| 2006   | La niña en la piedra                            | Joaquín              |                          |
| 2006   | Tierra de gringos                               | Fresa                | Curtmetratge             |
| 2005   | Manos libres                                    | Marcelo              |                          |
| 2004   | Santos peregrinos                               | Mao                  |                          |

### Teatre
| Teatre    | Teatre                                      | Teatre            | Teatre                            |
| Any       | Títol                                       | Personatge        | Notes                             |
| --------- | ------------------------------------------- | ----------------- | --------------------------------- |
| 2017      | Privacidad                                  | Escriptor         | Alternant funcions amb Diego Luna |
| 2015      | Hotel Good Luck                             | Bobby Good Luck   |                                   |
| 2013      | El curioso incidente del perro a medianoche | Christopher Boone |                                   |
| 2013      | Razones para ser bonita                     |                   |                                   |
| 2008      | Avenida Q                                   | Eugenio           |                                   |
| 2007      | The Pillowman                               | Michal            |                                   |
| 2006-2007 | Hoy no me puedo levantar                    | Colate            |                                   |

## Premis i nominacions
| Any  | Categoria                   | Pel·lícula          | Resultat |
| ---- | --------------------------- | ------------------- | -------- |
| 2014 | Premi Ariel al millor actor | Nosotros los Nobles | Nominat  |

| Any  | Categoria                      | Pel·lícula          | Resultat  |
| ---- | ------------------------------ | ------------------- | --------- |
| 2014 | Premi CANACINE al Millor Actor | Nosotros los Nobles | Guanyador |

Diosas de Plata
| Any  | Categoria                      | Pel·lícula                                      | Resultat |
| ---- | ------------------------------ | ----------------------------------------------- | -------- |
| 2014 | Millor Actor                   | No sé si cortarme las venas o dejármelas largas | Nominat  |
| 2015 | Millor Coactuació Masculina    | Cantinflas                                      | Nominat  |
| 2015 | Millor Paper de quadre Masculí | Paraíso                                         | Nominat  |

La Agrupación de Críticos y Periodistas de Teatro (ACPT)
| Any  | Categoria         | Obra                                        | Resultat  |
| ---- | ----------------- | ------------------------------------------- | --------- |
| 2014 | Millor Actor Jove | El curioso incidente del perro a medianoche | Guanyador |

Premis ACE (Nova York)
| Any  | Categoria                   | Obra       | Resultat  |
| ---- | --------------------------- | ---------- | --------- |
| 2015 | Millor Coactuació masculina | Cantinflas | Guanyador |